# Karl Anton von Martini

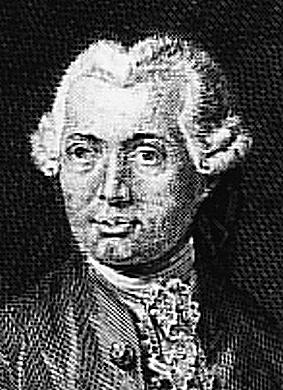
Karl Anton von Martini.

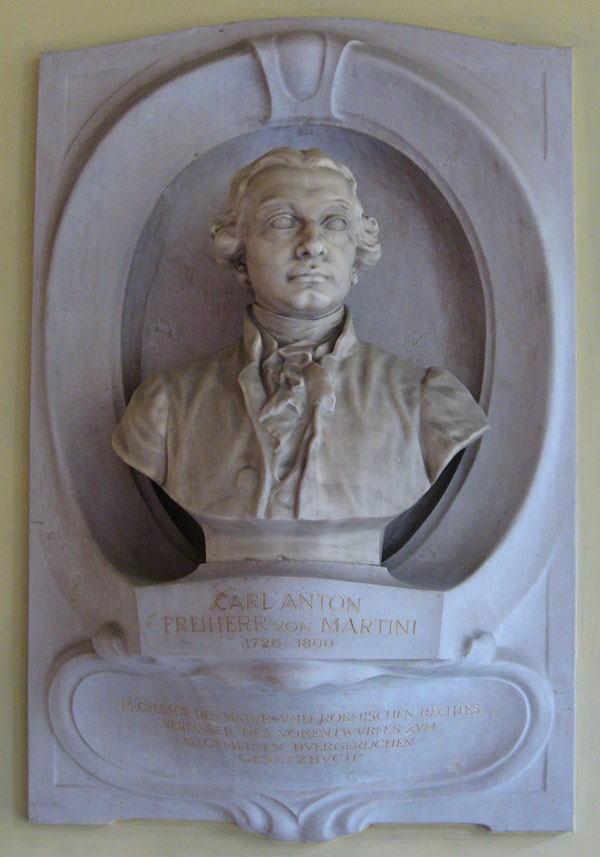
Busto no Säulenhalle da Universidade de Viena.

Karl Anton von Martini, Freiherr zu Wasserburg (Revò, Sacro Império Romano Germânico, 15 de Agosto 1726 — Viena, Sacro Império Romano Germânico, 7 de Agosto de 1800) foi um jurista e filósofo do Direito austríaco.

## Biografia
Em conjunto com o seu aluno Franz von Zeiller (1751-1828) foi um dos maiores expoentes do jurisracionalismo na Áustria. Em 1754 foi nomeado professor da Universidade de Viena, em 1782 conselheiro de Estado e em 1792 feito vice-presidente do Oberste Justizstelle, a instituição que precedeu o actual Supremo Tribunal da Áustria.
Martini foi o autor do Westgalizisches Gesetzbuch (Código Civil da Galícia Ocidental) de 1797, fonte do actual Código Civil austríaco (Allgemeine bürgerliche Gesetzbuch ou ABGB).

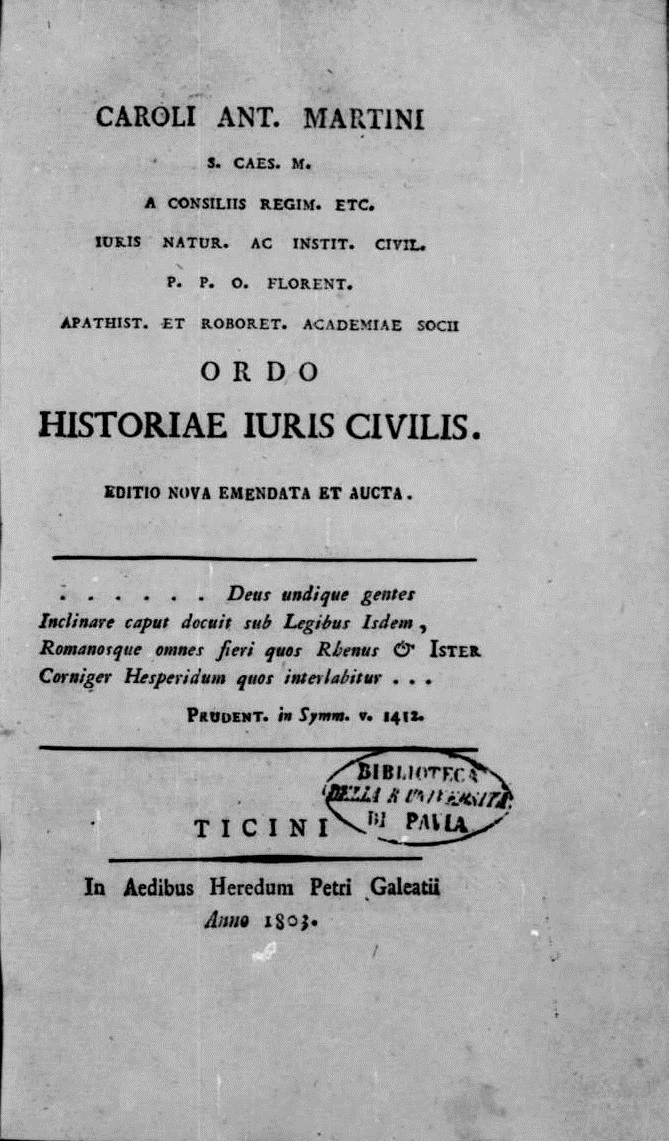
Ordo historiae iuris civilis, 1803